# 黑斑棒须虫
黑斑棒须虫（学名：Clavadoce nigrimaculata）为叶须虫科棒须虫属的动物。分布于加利福尼亚湾以及中国大陆的广东等地。